# Irlanda del Sud
|  | Per a altres significats, vegeu «Irlanda». |

Irlanda del Sud (en anglès: Southern Ireland; en gaèlic irlandès: Deisceart Éireann) fou una regió autònoma del Regne Unit de la Gran Bretanya i Irlanda establerta el 3 de maig de 1921, però que no fou plenament efectiva fins a l'1 de gener de 1922. Fou dissolta el 6 de desembre mitjançant la signatura del Tractat angloirlandès i substituïda per l'Estat Lliure Irlandès.

## Antecedents
La signatura de l'Acta de Govern d'Irlanda va permetre partir l'illa d'Irlanda en dues zones:
- Irlanda del Nord, amb una extensió d'aproximadament el 15% de l'illa
- Irlanda del Sud

Ambdues regions tenien parlaments bicamerals i executius separats, units però per la figura del Lord Lieutenant, que era el representant del rei del Regne Unit. Així mateix també existia el Consell d'Irlanda, que els anglesos van prometre als nacionalistes que es convertiria en l'embrió d'un parlament panirlandès.

## Home Rule
L'establiment de la Home Rule va ser pensat per a proporcionar una solució al problema que havia molestat la política irlandesa des de la dècada del 1880, les demandes establertes entre unionistes i nacionalistes irlandesos. Aquests últims desitjaven poder-se governar sense necessitat del dictamen provinent de Londres i el Palau de Westminster, alhora que els unionistes temien que un govern nacionalista establert a Dublín discriminaria els protestants i imposaria elevades taxes als comtats industrials de l'illa, dominats essencialment per anglicans i presbiterians.
Els unionistes, davant d'aquesta amenaça nacionalista, importaren armes des de l'imperi Alemany i crearen el Cos de Voluntaris de l'Ulster per prevenir la imposició de la "Home Rule" a l'Ulster. En resposta a aquest armament els nacionalistes crearen el cos de Voluntaris Irlandesos. La partició d'Irlanda va ser pensada com a solució temporal al problema, permetent Irlanda del Nord i Irlanda del Sud un govern per separat com a regions del Regne Unit de la Gran Bretanya i Irlanda

## Eleccions generals de 1921

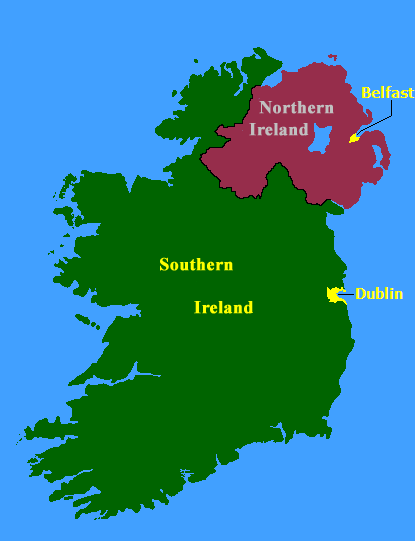
Divisió de l'illa d'Irlanda en dues zones

En realitat mentre que Irlanda del Nord es va convertir en una entitat plenament funcional, amb un parlament i un executiu que van existir fins que es van prorrogar el 1972, Irlanda del Sud mai va ser una realitat. El parlament previst va ser boicotejat pels parlamentaris del Sinn Féin, que el 1918 havien instituït un parlament paral·lel al marge de l'Acta de 1920 (la Dáil Éireann o Assemblea d'Irlanda). El 1921, en la votació per a la constitució del Parlament d'Irlanda del Sud, el Sinn Féin va aconseguir 124 dels 128 escons del parlament. Al juny de 1921, quan oficialment començaven les sessions del parlament, només es van presentar els 4 representants que van aconseguir els unionistes i alguns senadors designats des de Londres. Per tant, el parlament d'aquesta regió mai es va constituir formalment.
L'estat d'Irlanda del Sud, al contrari que Irlanda del Nord, mai va tenir una existència autònoma, i la seva sobirania mai va passar del paper escrit. Va acabar sent eclipsat per la República Irlandesa entre 1919-1922, que tenia un suport social majoritari, i, més tard, es confirmaria la seva desaparició amb la creació de l'Estat Lliure d'Irlanda.

## Tractat Angloirlandès
Segons el dret britànic el Dáil Éireann no tenia cap existència legal o constitucional. El parlament irlandès vàlid seguia sent la Càmera dels Comuns d'Irlanda meridional, creada pel rei al Parlament. Però segons els republicans, el Dáil era el parlament legítim de la República d'Irlanda. Conseqüentment el tractat Angloirlandès, signat pels representants dels governs britànics i irlandesos l'any 1921, va ser sotmès a ambdues assemblees que realment eren ocupades pels mateixos membres (tot i que els membres del Sinn Féin no formaven part de la Cambra dels Comuns i els unionistes del Dáil Éireann per decisió pròpia)
El desembre de 1921 el Dáil va ratificar el tractat Angloirlandès i el gener de 1922 ho feu la Cambra dels Comuns d'Irlanda.

## L'Estat Lliure d'Irlanda
Ambdós parlaments van unir els seus poders, i Michael Collins fou escollit el gener de 1922 President del Govern Provisional Irlandès, sent Artur Griffith fou nomenat president del Dáil Éireann. Amb la mort de Griffit i l'assassinat de Collins l'agost del mateix any portà a William T. Cosgrave a liderar de forma interina el Govern Provisional, aconseguint la signatura de la Constitució de 1922 que creà el desembre d'aquell any l'Estat Lliure d'Irlanda.